# بلوپوینت (نیویورک)
بلوپوینت (به انگلیسی: Blue Point) یک منطقهٔ مسکونی در ایالات متحده آمریکا است که در شهرستان سافک، نیویورک واقع شده‌است. بلوپوینت ۴٫۶ کیلومتر مربع مساحت و ۴٬۷۷۳ نفر جمعیت دارد و ۳ متر بالاتر از سطح دریا واقع شده‌است.